# Фиснике Бектеши Шакири
Фиснике Бектеши Шакири (на албански: ‪Fisnike Bekteshi Shaqiri, на македонска литературна норма: Фиснике Бектеши Шаќири) е политик от Северна Македония от албански произход.

## Биография
Родена е на 26 юни 1988 година в село Гайре, Тетовско, тогава в Социалистическа федеративна република Югославия. Получава бакалавърска и магистърска степен в Държавния университет в Тетово, след което защитава докторска дисертация в Скопския университет. На 15 юли 2020 година е избрана за депутат от Демократичния съюз за интеграция в Събранието на Северна Македония.